# Kolponomos
Kolponomos (лат.) (от др.-греч. κόλπος — залив и νομός — обиталище; буквально — обитатель залива) — род вымерших морских медведей, живших в Северной Америке в миоцене, около 20 млн лет назад — в хемингфордскую эпоху по хронологии для североамериканских млекопитающих или в аквитанском веке по геологической хронологии.
Kolponomos clallamensis описан в 1960 году Рубеном Стиртоном, палеонтологом из Американского музея естественной истории, по частично сохранившимся черепу и нижней челюсти, найденным на полуострове Олимпик, штат Вашингтон.
Первоначально Стиртон отнёс новый род к семейству енотовых. В 1969 и 1977 годах около Ньюпорта, штат Орегон, собирателем окаменелостей Дугласом Эмлонгом (англ. Douglas Emlong) были найдены новые экземпляры ископаемых остатков, на основе которых позже был описан новый вид Kolponomos newportensis Tedford et al., 1994. Новый материал позволил сделать вывод о том, что колпономосы в действительности относятся к семейству медвежьих. Впоследствии на Алеутских островах был найден ещё один образец.
Опущенная вниз морда и широкие моляры колпономосов были приспособлены для поедания морских беспозвоночных с твёрдыми раковинами и панцирями. Глаза направлены вперёд. Мышцы шеи большие, судя по местам их крепления к скелету. Кости ног массивные. Эти особенности анатомии позволяют предположить, что колпономосы заполняли особую экологическую нишу среди морских хищников, приблизительно соответствующую нише современных каланов из семейства куньих. В связи с отсутствием полного скелета, однако, об образе жизни колпономосов трудно сделать дальнейшие выводы.

## Классификация
В род включают 2 вымерших вида:
- Kolponomos clallamensis Stirton, 1960
- Kolponomos newportensis Tedford et al., 1994